# Bell Média Radio

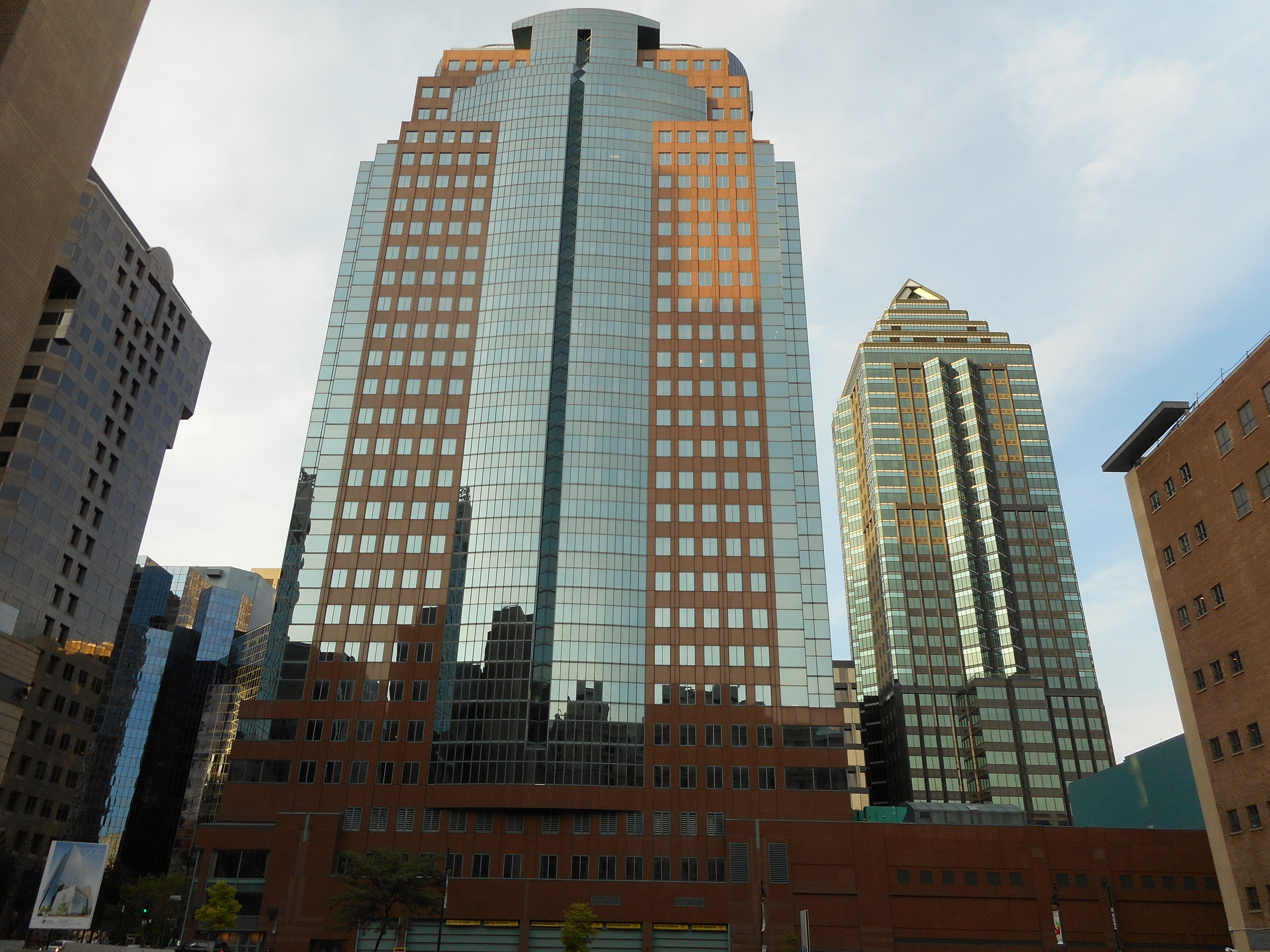
Tour Bell Média à Montréal

Bell Media Radio est le plus grand diffuseur radio au Canada, avec plus de 100 stations radios autorisées. Bell Média détient exactement 106 stations de radio autorisées dans plus de 50 marchés à travers le Canada. On y retrouve, entre autres, Rouge FM, Énergie, CHUM FM à Toronto et TSN Radio. Des stations radiophoniques internationales telles que Virgin Radio et NRJ font aussi partie de ce même groupe.

## Propriétés et programmation
Depuis avril 2011, BCE Inc. a fait l'acquisition de 100 % des parts de CTV. CTV est une compagnie se spécialisant dans le domaine de la télévision conventionnelle, des médias électroniques et de la radiodiffusion. Bell Canada détient aussi Bell Média et 8384819 Canada Inc., ainsi que toutes les stations radiophoniques du groupe en partenariat avec diverses provinces, à travers le Canada.

Le contenu radiophonique des stations Bell Média est surtout de nature contemporaine. On retrouve aussi quelques stations qui se spécialisent dans des genres plutôt rock, alternatif ou country. De plus, quelques stations sportives sous le nom de The Team ou bien TSN Radio s'y retrouvent. Mises à part les activités communes de la radio, telles que les actualités, le contenu musical, le sport et la météo, les auditeurs de Bell Média ont accès à des renseignements sur les événements, les spectacles, la politique locale et d'autres actualités concernant leur communauté.

## Stations radiophoniques

### En Anglais
- L'ensemble du réseau (toutes les stations) : Virgin Radio (9 stations), Bob FM (4 stations), EZ Rock (14 stations) et TSN Radio (8 stations).
- Alberta : CJAY92, Funny 820, 100.3 The BEAR.
- Colombie-Britannique : 103.5 QM/FM, 890 CJDC, AM 1150, CFAX 1070, CJFW FM, KOOL 107.3, Sunfm, The BEAR, The Beat et Virgin Radio.
- Manitoba : 101.1 The Farm.
- Nouveau-Brunswick : The Fox 105.3, 106.9 Capital, CJ104, KHJ, K93 et MAX 104.9.
- Nouvelle-Écosse : 101.3 The Bounce, Big Dog 100.9, C100 et Pure Country 99.5.
- Ontario : K Lite, 103.7 BOB FM, 104.9 JRFM, 580 CFRA, 89X, 91.9 BOB FM, 93.9 BOB FM, 97.7 HTZ FM, 98.9 The Drive, AM580, AM800 CKLW, BX93 , CHUM 104.5 , Energy 99.7, FLY FM, Funny 820, KFUN 99.5, KOOL 105.3, MAJIC 100.3, Newstalk 1010, Newstalk 1290 CJBK, Newstalk 610 CKTB, Oldies 1150 , Star 96, 93.9 The River.
- Québec : CHOM 97.7, CJAD 800 AM, NRJ.
- Saskatchewan : Big Dog 92.7[5].

### En Francais
- L'ensemble du réseau en Québec : Rouge FM (9 stations), Énergie (11 stations) et Boom FM (2 stations).